# Jean d'Arcet
Jean d'Arcet ou Jean Darcet (07 de setembro de 1724 - 12 de fevereiro de 1801) foi um francês químico, e diretor do trabalho em Sèvres de porcelana. Ele também foi um dos primeiros a fabricar a porcelana na França.

## Biografia
Darcet nasceu provavelmente em Doazit, onde sua família morava, mas foi batizado em Audignon.
Em 1774 ele foi nomeado professor de química na Collège de France e em 1795 tornou-se membro da Instituição.

### A comissão de Louis XVI
Participou da primeira comissão de Louis XVI contra o Magnetismo animal que ocorreu em 12 março de 1784, e foi composta por mais três médicos da “Faculté de Paris” (Faculdade de Paris): Michel Joseph Majault, Charles Louis Sallin e Joseph-Ignace Guillotin e cinco membros da “l'Académie des sciences”  (Academia Real das Ciências): o químico Antoine Lavoisier  , o físico Jean-Baptiste Le Roy , o oficial naval Gabriel Bory , o astrônomo Jean Sylvain Bailly  e o embaixador dos Estados Unidos Benjamin Franklin.
Ele morreu em Paris no dia 12 de fevereiro de 1801.

## Obras
- Sur l'action d'un feu égal sur un grand nombre de terres  (1766-1771)
- Expériences sur plusieurs diamants et pierres précieuses  (1772)
- Rapport sur l'Electricité dans les maladies nerveuses  (1783).